# Martin Ander
Martin Ander (* 17. května 1975 Vyškov) je český politik a pedagog, v letech 2008 až 2010 místopředseda Strany zelených, v letech 2007 až 2010 a opět 2014 až 2018 náměstek primátora města Brna, v letech 2006 až 2018 zastupitel města Brna a v letech 2014 až 2018 rovněž zastupitel městské části Brno-střed.

## Život
Po absolvování brněnského gymnázia na třídě Kapitána Jaroše (1989 až 1993) vystudoval obor učitelství matematiky a fyziky na Přírodovědecké fakultě Masarykovy univerzity (1993 až 1998) a získal tak titul Mgr. Vzdělání si pak ještě v letech 1998 až 2005 doplnil doktorským studiem na Katedře aplikované matematiky téže fakulty a získal titul Ph.D.
Už v 90. letech 20. století pracoval jako dobrovolník brněnských ekologických organizací Hnutí DUHA a Nesehnutí. Mezi lety 1998 a 2003 vyučoval kurzy matematiky a statistiky na PřF Masarykovy univerzity. Na počátku 21. století byl redaktorem společensko-ekologického časopisu Sedmá generace. V letech 2002 až 2006 byl ředitelem národní kanceláře Hnutí DUHA.
V letech 2004 až 2006 spoluzakládal a výrazně se podílel na aktivitách občanské koalice Nádraží v centru.
Vzhledem k zisku mandátu zastupitele a radního města Brna působil ve statutárních orgánech městských firem; např.: místopředseda představenstva Brněnských komunikací, a.s. (2006 až 2010), místopředseda představenstva Dopravního podniku města Brna, a.s. (2006 až 2010) či člen představenstva STAREZ - SPORT, a.s. (2009 až 2010) a Lesů města Brna, spol. s r.o. (od 2010).
Od roku 2011 soukromě podniká.

## Politické působení
Od roku 2002 je členem Strany zelených. V září 2008 byl na sjezdu Strany zelených zvolen 3. místopředsedou, když získal 177 hlasů (porazil tak Petra Štěpánka a Petra Dybowicze). Post obhájil i na sjezdu Strany zelených v prosinci 2009, kdy získal 136 hlasů (a opět porazil Petra Štěpánka). Tuto funkci vykonával až do listopadu 2010. Na sjezdu Strany zelených v lednu 2014 byl zvolen členem Předsednictva Strany zelených. Pozici zastával do ledna 2016, kdy už do předsednictva strany nekandidoval.
Do komunální politiky vstoupil, když byl ve volbách v roce 2006 zvolen za Stranu zelených do Zastupitelstva města Brna. V listopadu 2006 nejprve získal pozici radního města a v lednu 2007 byl zvolen náměstkem primátora města pro oblast rozvoje. Stal se také členem Komise dopravy Rady města Brna a Komise pro rozvoj města Rady města Brna. V komunálních volbách v roce 2010 sice mandát zastupitele města obhájil, ale Strana zelených se přesunula do opozice. Dál působil v Komisi pro rozvoj města (jako její místopředseda) a nově jako člen Komise pro kulturu Rady města Brna a Výboru pro národnostní menšiny Zastupitelstva města Brna. V komunálních volbách v roce 2014 opět obhájil za Stranu zelených post zastupitele města Brna a navíc se stal zastupitelem Městské části Brno-střed, když vedl tamější kandidátku SZ. Dne 25. listopadu 2014 byl zvolen 4. náměstkem primátora města Brna, na starosti měl územní plánování a životní prostředí.
V komunálních volbách v roce 2018 znovu kandidoval do Zastupitelstva města Brna za Zelené, ale mandát zastupitele se mu nepodařilo obhájit. Na kandidátce byl až na 6. místě, jelikož již před volbami ohlásil ústup z aktivní politiky. Do Zastupitelstva městské části Brno-střed již ani nekandidoval.
V krajských volbách v roce 2008 kandidoval za Stranu zelených do Zastupitelstva Jihomoravského kraje, ale neuspěl. Stejně tak ve volbách do Poslanecké sněmovny PČR v roce 2013, kdy kandidoval za SZ v Jihomoravském kraji (Zelení se totiž do Sněmovny nedostali).